# 안도 (여수시)
안도(安島)는 대한민국 전라남도 여수시 남면 안도리에 있는 섬으로, 금오열도에 있다.

기러기 길 가는길에 만난 기러기캠핑장
1.쾌적한 시설
2.나무데크 꺠끗 (바로 옆 주차가능)
3.놀이터 시설 
(아이 있는 가족들은 필수! 애들이 뛰어 놀아야함)
4.개수대 10개 이상 깨끗하고 좋음 (전자레인지 보유)
5.매점 있음
6.캠핑족이 아니더라도 펜션도 같이 있어서 단체로 여행오기 좋다
기러기길 가는 길에 만난 몽돌해변
안도 상산길 
낭고지 쉼터를 지나 안도오름쉼터 전망대까지 올랐다
길도 완만하고 넓기 트이고 바다색이 예뿌다

## 교통
지방도 제863호선이 지나가며, 안도대교로 금오도와 연결되어 있다. 로 급 이상 도로는 없다.